# In quelle tenebre
In quelle tenebre (Into the Darkness) è un saggio storico di Gitta Sereny pubblicato in Italia dall'editore Adelphi nel 1975.

## Contenuto dell'opera
La giornalista durante oltre 70 ore di incontri e colloqui, nel 1971, con Franz Stangl, ex-comandante del campo di sterminio  Treblinka, nel carcere ove era detenuto e condannato all’ergastolo e poi, anche con la moglie, le figlie e altre delle SS, e alcuni dei sopravvissuti del campo, indaga su fatti e eventi.
Si tratta di una intervista storica  di cui Stangl non percepisce la gravità.  Verso la fine delle interviste verrà colto da infarto e morirà. 
Negli ultimi anni Stangl era dedito all'alcol e all'uso di droghe. Nel corso delle conversazioni con la giornalista, Stangl non mostrerà mai, neanche per un seppur minimo momento, un sentimento di pentimento o vergogna per gli atti criminali di cui si era reso protagonista. 
Attraverso questa ricostruzione la giornalista fa emergere come la Chiesa cattolica avesse avuto, in qualche modo, acquiescenza circa il progetto di eutanasia e come anche poi, alcune alte autorità, avessero aiutato la fuga di diversi gerarchi nazisti.

## Edizioni
- Gitta Sereny, In quelle tenebre, Adelphi, 1975, ISBN 978-8845902048.